# HMS Kimberley (F50)
Le HMS Kimberley (F50) est un destroyer de classe K en service dans la Royal Navy pendant la Seconde Guerre mondiale.
Le Kimberley est mis sur cale aux chantiers navals John I. Thornycroft & Company de Southampton (Angleterre) le 17 janvier 1938, il est lancé le 1er juin 1939 et mis en service le 21 décembre 1939.

## Historique
Le 10 janvier 1940, le destroyer mène des exercices au large de Portland avec le sous-marin HMS H50 et le yacht armé HMS Conqueror. Il rejoint ensuite la Home Fleet à Scapa Flow. Le 20 février 1940, le Kimberley est déployé avec le croiseur HMS Manchester afin de patrouiller dans les atterrages occidentaux. Le lendemain, il intercepte le cargo allemand Wahehe (en) et l'emmène jusqu'à Kirkwall, où il sera remis en service pour le Ministry of War Transport sous le nom d'Empire Citizen.
Le 20 octobre 1940, le destroyer italien Francesco Nullo est échoué après l'attaque du convoi BN 7, torpillé par le Kimberley en mer Rouge. Le Kimberley fut endommagé par une batterie côtière italienne et a dû être remorqué à Port-Soudan. Le destroyer italien endommagé fut coulé le jour suivant par la RAF. Le 12 novembre 1940, les navires d'escorte Kimberley, HMS Carlisle, HMS Auckland et HMAS Parramatta (en) se sont joints au convoi WS 3 dans les environs d'Aden, rejoignant le détroit de Perim dans la soirée. Le 1er décembre 1941, à la suite d'une interception Ultra, une force britannique appareille de Malte dans la soirée du 30 novembre avec les croiseurs légers britanniques HMS Neptune, HMS Aurora, HMS Ajax, HMS Penelope et les destroyers britanniques HMS Kimberley, HMS Kingston et HMS Lively. À 03 h 30 du matin, les Britanniques interceptent et coulent le transport italien Adriatico puis se dirigent vers la côte libyenne. À 60 milles marins au nord-nord-ouest de Tripoli, en Libye, les Penelope, Aurora et Lively interceptent un petit convoi composé du pétrolier italien Iridio Mantovani, escorté par le destroyer italien Alvise da Mostro, les coulant tous les deux.

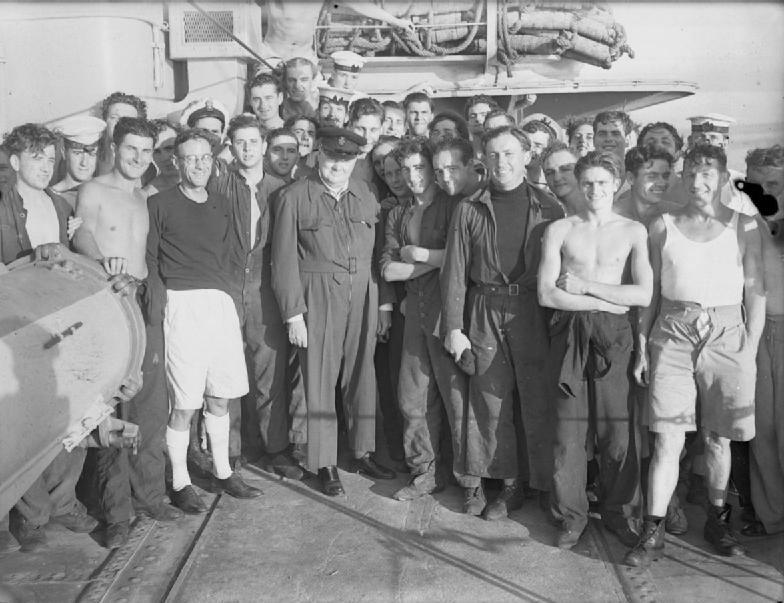
Winston Churchill avec les membres d'équipage du Kimberley en août 1944.

Le 12 janvier 1942 à 01 h 57, le sous-marin allemand U-77 repère deux destroyers au large de Tobrouk et tire à 02 h 38 une série de quatre torpilles, dont une atteint la poupe du Kimberley. L'explosion provoque l'arrêt des machines et un remorquage jusqu'à Alexandrie par le destroyer d'escorte britannique HMS Heythrop. Après des réparations temporaires, il est remorqué en février 1942 jusqu'à Bombay, en Inde, où il est réparé et remis en service en janvier 1944. Il sert sur le théâtre méditerranéen jusqu'à la fin de la guerre, notamment dans le sud de la France lors de l'opération Dragoon, en mer Adriatique dans la région de Rimini en septembre 1944, et en mer Égée au larges des côtes grecques jusqu'à la reddition des troupes de l'Axe, date à laquelle le major-général Otto Wagener, commandant des forces allemandes dans le Dodécanèse, et deux de ses officiers d'état-major signèrent à bord du Kimberley l'acte de reddition. Après avoir transporté 117 Allemands à Alexandrie, le destroyer stationne en Méditerranée jusqu'au mois d’août, avant de prendre le chemin du Royaume-Uni. Il fut retiré du service en septembre, désarmé, placé en réserve puis vendu pour démolition le 30 mars 1949.

## Commandement
- Lieutenant commander Richard George Kirby Knowling du 20 novembre 1939 au 1er mai 1940.
- Lieutenant commander John Sherbrook Morris Richardson du 1er mai 1940 au début 1942.
- Lieutenant commander James Wolferstan Rylands du 30 août 1942 au 10 mars 1945.
- Lieutenant commander Edward Francis Baines du 10 mars 1945 à la mi-1945.